# Wang Siyu
Wang Siyu (王思雨S, Wáng SīyǔP; Haiyang, 16 ottobre 1995) è una cestista cinese.

## Carriera
Con la Cina ha disputato i Giochi olimpici di Tokyo 2020, due edizioni dei Campionati mondiali (2018, 2022) e due dei Campionati asiatici (2019, 2021).